# Grândola, Vila Morena
Grândola, vila morena és una cançó en portuguès de Zeca Afonso, associada a la Revolució dels clavells, ja que, en ser emesa radiofònicament, el Movimento das Forças Armadas (MFA) la va utilitzar com a senyal per a començar el cop d'estat contra la dictadura el 25 d'abril de 1974.

## Història
Grândola, vila morena és la cinquena peça de l'àlbum Cantigas do maio, editat el desembre de 1971. Els arranjaments musicals d'aquest disc i la direcció són a càrrec de José Mário Branco i fou gravat a Herouville (França) entre l'11 d'octubre i el 4 de novembre de 1971.
José "Zeca" Afonso va compondre aquesta cançó com a homenatge a la "Societat Musical Fraternitat Operària Grandolense" de la vila portuguesa de Grândola. El 17 de maig de 1964 Zeca va actuar en aquesta ciutat. Aquesta actuació va ser important per a l'artista per diversos motius: hi va conèixer el guitarrista Carlos Paredes, que el va impressionar per la seva mestria amb la guitarra. També li van impressionar la consciència i maduresa polítiques dels membres de la Societat Musical i els seus escassos però ben aprofitats recursos, amb una biblioteca, segons paraules del mateix Afonso, "amb clars objectius revolucionaris".
A les 00:20 de la matinada del dia 25 d'abril de 1974, Grândola, vila morena sonà en el programa Limite de Rádio Renascença. Era el segon senyal que confirmava la bona marxa de l'operació i l'avanç de les forces organitzades pel MFA. El primer senyal, tocat una hora i mitja abans, a les 22:55 del dia 24 d'abril, fou la cançó E depois do adeus, cantada per Paulo Carvalho.
El 2012 i 2013 milers de portuguesos, descontents amb les mesures d'austeritat imposades pel govern, van tornar a entonar Grândola, vila morena.